# 季尔菲斯-迈萨皮亚
季尔菲斯-迈萨皮亚（希臘語：Δίρφυς-Μεσσάπια），是希腊中希臘大區埃维亚专区的市镇，行政中心为普薩赫納镇。市镇面积为777.4平方公里，2021年人口数量为15,934人。
此市镇设立于2011年地方政府改革中，由原两个市镇（季尔菲斯和迈萨皮亚）合并而成，原市镇则成为此市镇的两个市区。